# Hardcore Techno
Hardcore Techno, in der entsprechenden Szene meist nur Hardcore genannt, ist ein härterer Techno-/Musikstil und bewegt sich in einem Tempospektrum ab ungefähr 160 BPM.

## Namensherkunft
Zunächst wurde die Bezeichnung Hardcore Techno ab ca. 1988 für härteren EBM bzw. für eine Spielart genutzt, die aus der Electronic Body Music heraus entstanden war. In dieser Tradition steht bspw. die Maxi ‚Body to Body‘ von Bigod 20 aus dem Umfeld des Frankfurter Technoclub.

„»Body to Body, Eye to Eye, Taste My Fist, I Taste Your Blood.« haucht eine obskure Stimme zum Kreischen der Sequenzer und zum Hämmern der Sampler. Bei dieser Platte gibt es nur zwei Lösungen – zerbrich sie oder liebe sie. Der angenehme Hardcore-Techno spült dir den Sand aus den Ohren.“

Mit der aufstrebenden Techno-Bewegung erfolgte eine Bedeutungsverschiebung, sodass „Hardcore Techno“ ab Anfang der 1990er-Jahre die aggressive Form des Techno/New-Beat meint. Um Verwirrungen vorzubeugen, verwendete man für den Abkömmling der Electronic Body Music fortan die Bezeichnung Hardcore Electro.

## Merkmale
Charakteristisch für Hardcore Techno ist der Fokus auf eine „harte“, verzerrte Bassdrum. Des Weiteren finden vor allem als „hart“ geltende Sounds oft Anwendung. Samples und Stimmen sind meist verzerrt oder anderweitig verfremdet und stammen meist aus Horror-, Action- und Kriegsfilmen (Hellraiser – Das Tor zur Hölle, Nightmare on Elm Street, Pulp Fiction, Full Metal Jacket etc.) oder Hip-Hop- und Gangsta-Rap-Liedern von z. B. N.W.A, Public Enemy oder DMX. Gelegentlich finden auch Samples aus Metal-Liedern (zum Beispiel Fucking Hostile von Pantera) oder Reggae-Stücken Verwendung.

## Geschichte
Als Erfinder des Hardcore Techno gilt der Frankfurter Marc Acardipane mit seiner Veröffentlichung We Have Arrived (unter dem Pseudonym Mescalinum United, 1990), das auf seinem 1989 mit Thorsten Lambart (alias Don Demon/Slam Burt) gegründeten Label Planet Core Productions (PCP) veröffentlicht wurde. Weitere Hardcore Techno Tracks auf PCP sowie ausländische Stücke wie z. B. Cactus Rhythm von Plexus (bestehend u. a. aus B.B.E.-Mitglied Emmanuel Top) folgten 1991. Eine der charakteristischsten Komponenten von Hardcore Techno und Gabber – das orchestrale Chor-Sample „Ending 1“ des Roland S-330 Samplers – erschien erstmals im Titel Anasthasia (1991) von T99.
1992 gründete der Niederländer Paul Elstak (alias DJ Paul) das Label Rotterdam Records und legte womöglich mit dem Rotterdamer Act Euromasters und dessen erster Veröffentlichung Amsterdam waar lech dat dan? (Amsterdam, wo liegt das denn?) den Grundstein für Gabber. Bewiesen ist dies nicht, da es im Jahre 1992 eine ganze Reihe weiterer niederländischer (und ausländischer) Hardcore-Techno/Gabber-Veröffentlichungen gab und genaue Veröffentlichungsdaten nicht bekannt sind.
Der Zenit wurde gegen Mitte der 1990er erreicht, als die Gabberszene noch untrennbar mit der Techno-Szene verknüpft war. Oft koexistierten die beiden Szenen auf ein und derselben Großveranstaltung, was durch zwei oder noch mehr getrennte Tanzflächen (engl. dance floors) realisiert wurde. Anfänglich war noch meist die Haupttanzfläche (engl. main floor) dem herkömmlicheren Techno vorbehalten, während Hardcore Techno im Rahmen eigener Hardcore floors präsent war. Diese Anordnung trug dazu bei, dass bei solchen Veranstaltungen unzählige neue Raver aus dem Techno-Lager mit Hardcore Techno in Berührung kamen, was zu einer starken Erhöhung der Nachfrage beitrug. Die Veranstalter reagierten und kehrten die Anordnung um, womit Hardcore Techno den Main floor eroberte. Die DJs und Musikproduzenten wie The Prophet, DJ Dano, DJ Gizmo und Buzz Fuzz (zusammen bekannt als The Dreamteam) galten regelrecht als Stars. Als einer der wichtigsten Vertreter galt weiterhin der New Yorker DJ und Produzent Lenny Dee.
Hardcore-Techno-Compilations wurden selbst von Major-Labels (z. B. Arcade, BMG, edel Records und WEA Records) hergestellt und verkauft – mit Namen wie z. B. Thunderdome, Bassrave, Terrordrome oder auch Shocker. Die Verbindung zwischen Hardcore Techno und Pop-Kultur gelang 1995 dem niederländischen DJ/Produzenten-Duo Flamman & Abraxas mit einem Remix des Tracks I Wanna Be A Hippy vom englischen Duo Lee Newman und Michael Wells (unter dem Pseudonym Technohead) – der vom Sound her an Happy Hardcore erinnert, jedoch keine „harte“ Bassdrum besitzt – welches ein weltweiter Erfolg wurde. Veröffentlicht wurde es auf dem Amsterdamer Hardcore-Techno-Label Mokum Records.
Mitte der 1990er Jahre fand eine bedeutende Vermischung zweier Musikstile statt: Der hier beschriebene, auf dem europäischen Festland beliebte Hardcore Techno traf auf den in Großbritannien weit verbreiteten Happy Hardcore, welcher trotz der Namensgleichheit auf andere musikalische Wurzeln (Hardcore (Breakbeat)) zurückgeht. Während der Hardcore Techno in jener Zeit die melodiösen Elemente seines britischen Pendants aufgriff und somit für kurze Zeit auch in den Niederlanden und Deutschland für eine Happy Hardcore-Welle sorgte, wurden von den britischen Produzenten fortan gerne die verzerrten 4/4-Basslines des Hardcore Techno verwendet. Es fand also eine bidirektionale Beeinflussung beider Hardcore-Szenen statt. Die Spuren dieses Ereignisse sind vor allem in der heutigen UK-Hardcoreszene noch präsent.
Das breite Interesse an Hardcore Techno nahm um 1996 sehr schnell wieder ab. Auch bei Techno-Partys waren Hardcore-Floors nicht mehr selbstverständlich, sondern meist nur noch in speziellen Clubs oder an Großveranstaltungen anzutreffen. Dominierte vor allem von 1995 bis 1997 der schnelle Hardcore Techno Sound (häufig 170 bpm aufwärts), sank in den Folgejahren, vor allem ab 1998, die BPM-Zahl der meisten Hardcore Techno Tracks deutlich. Solche langsameren Tracks (die nichts neues waren, sondern lediglich zum Trend wurden), beinhalteten oft härtere Beats als die Tracks vergangener Tage und Melodien hörten sich oft „quietschig“ (im Slang auch Quietschcore genannt) an. Dieser langsamere Hardcore Techno bekam schließlich ab dem Jahre 2002/2003 den Namen „Mainstyle“ (die Jahre zuvor bereits „Newstyle Hardcore“ genannt). Zu musikalischen Trends in der Gabberszene wurden ungefähr ab dem Jahre 2001 neben Mainstyle auch andere (und ebenfalls nicht neue) Subgenres des Hardcore Techno wie Industrial Hardcore sowie Frenchcore. Der „klassische“ (schnellere, nicht fröhlich klingende und ohne SuperSaw-Töne auskommende) Hardcore Techno wird nach wie vor kaum produziert.
Subgenres des Hardcore Technos wie Speedcore, Terror, Gabber, Cybergrind etc. sind heute weiterhin Ausdrucksmittel von bestimmten Veranstaltungen, wie der jährlichen Berliner Fuckparade und der Frankfurter Nachttanzdemo.

## Stiltypische Tracks
- Mescalinum United – We Have Arrived (1990; größtenteils Industrial Hardcore)
- T99 – Catwalk (1991)[4]
- Plexus – Cactus Rhythm (1991)
- T-Bone Castro – Hilltop Hustler (I'm The 1 & Only) (1992)
- 3 Steps Ahead – Stravinsky's Bass (1994)
- Chosen Few – Name Of The DJ (1995)
- DJ Buzz Fuzz – Take 'em Up (1996)
- Party Animals feat. Rob Gee – Die Nazi Scum (1996)
- Neophyte vs. The Stunned Guys – Army Of Hardcore (1998)
- Endymion – The Power To Forget (2001)
- Wapper & The Ladykiller – Party Extractor (2001)
- Promo – Your Mother Sucked My Cock (And It Was Hell) (2002)

## Bedeutende Vertreter
- 3 Steps Ahead
- Miss K8
- Angerfist
- DJ Buzz Fuzz
- Chosen Few
- DJ Rob
- DJ Waxweazle
- Endymion
- Lenny Dee
- Marc Acardipane
- Miro
- Neophyte
- Paul Elstak
- Promo
- Rotterdam Terror Corps
- The Stunned Guys
- The Dreamteam (DJ Dano, DJ Buzz Fuzz, DJ Gizmo und The Prophet)

## Subgenres
- Acidcore
- Breakcore
- Crossbreed
- Cybergrind
- Digital Hardcore
- Doomcore/Darkcore
- Frenchcore
- Gabber/Gabba
- Industrial Hardcore
- Happy Hardcore
- Mainstyle (früher Newstyle Hardcore)
- Noizecore
- Raggacore
- Speedcore/Splittercore/Extratöne
- Terror
- Trancecore
- UK Hardcore